# Amber, die große Kurtisane
Amber, die große Kurtisane (Originaltitel Forever Amber) ist eine US-amerikanische Literaturverfilmung von 1947 unter der Regie von Otto Preminger. Das Drehbuch beruht auf dem 1944 erschienenen historischen Roman Forever Amber der US-amerikanischen Schriftstellerin Kathleen Winsor, der zum Bestseller wurde. Linda Darnell verkörpert die schöne und ehrgeizige Amber St. Clair, die es, aus einfachsten Verhältnissen kommend, bis an den englischen Königshof schafft. Cornel Wilde spielt den Mann, den sie wirklich liebt, und George Sanders den englischen König Karl II. Richard Greene ist als Lord Almsbury zu sehen, Ambers einziger uneigennütziger Freund.

## Handlung
Im Jahre 1644 revoltieren das englische Parlament und Oliver Cromwell und seine Armee gegen die tyrannische Herrschaft von König Karl I., und viele Menschen sind auf der Flucht. In dieser Zeit findet ein puritanischer Landwirt vor seiner Tür ein in eine Decke gewickeltes Baby. Auf der Decke steht der Name „Amber“. Ein Edelmann, der das Kind dort abgelegt hat, wird von seinen Verfolgern getötet. 1660: Cromwell ist inzwischen tot, die Monarchie wiederhergestellt, und König Karl II. aus dem Haus Stuart ist der neue König. Amber ist zu einer sehr schönen jungen Frau herangereift und wird mit Matt Goodgroome, einem Landwirt, verlobt. Die junge Frau rebelliert gegen das ihr aufgezwungene Leben, das sie nicht in einem kleinen Dorf verbringen will. Als sie die Bekanntschaft von Lord Bruce Carlton macht, der als Offizier zusammen mit seinem Freund Lord Harry Almsbury in dem kleinen Ort Halt macht, verliebt sie sich sofort in den attraktiven Mann. Sie folgt ihm gegen seinen Willen nach London, wo aus beiden ein Liebespaar wird. Da Carlton zuvor eine Affäre mit der Geliebten des Königs Barbara Palmer, Gräfin von Castlemaine, gehabt hat, will Karl II. ihn nicht in ihrer Nähe haben. Er gibt ihm zwei Schiffe und stellt ihm einen Kaperbrief aus mit der Option, erzielte Gewinne zu teilen. Carlton lässt Amber daraufhin ohne Abschied, aber immerhin mit einer größeren Geldsumme zurück. Die junge Frau ist wild entschlossen, alles zu tun, um eine soziale Ebene zu erreichen, auf der sie Carlton ebenbürtig ist, damit er sich zu ihr bekennt. Das hinterlassene Geld bringt ihr jedoch kein Glück, da sie beim Anlegen betrogen wird und dann sogar aufgrund einer falschen Anschuldigung ins Gefängnis muss. Zu allem Unglück ist sie auch noch schwanger. Im Gefängnis trifft sie auf den berüchtigten Straßenräuber Black Jack Mallard, den sie aufgrund ihrer körperlichen Anziehungskraft dazu überreden kann, sie bei seinem geplanten Fluchtversuch mitzunehmen. Die Flucht gelingt, und Amber bringt kurz darauf im Haus von Mallard einen Sohn zur Welt, den sie nach seinem Vater „Bruce“ nennt. In der Folgezeit muss Amber als Lockvogel bei Black Jack Mallards Überfällen herhalten. Bei einem besonders brutalen Raubüberfall wird Mallard von den Männern des Königs getötet. Amber gelingt die Flucht, und Rex Morgan, ein Offizier der königlichen Leibwache, hilft der schönen Frau. Dank seines Einflusses erhält sie ein Engagement am königlichen Theater und verdient nun genug, um ihren Sohn von Mother Red Cap, die der Bande angehört, zu der auch Mallard gehörte, wegzuholen und ihm ein schönes Zuhause auf dem Land zu ermöglichen. Mit Rex Morgan lebt Amber inzwischen zusammen. Während Morgan in Wales unterwegs ist, sieht Karl II. Amber auf der Bühne und lädt sie zum Souper ein. Doch genau zu diesem Zeitpunkt kommt Bruce Carlton zurück, und zusammen mit ihrem kleinen Sohn verbringen beide glückliche Stunden auf dem Land. Amber hegt die Hoffnung, dass Carlton nun bei ihr bleibt, er jedoch will zurück aufs Meer. Als Morgan zurückkehrt und Amber mit Bruce zusammen sieht, fordert er ihn zum Duell, was er nicht überlebt.
Wiederum verlassen von dem Mann, den sie liebt, heiratet Amber den verwitweten Grafen von Radcliffe, wodurch sie zur Gräfin wird. Als eine Pestepidemie den Süden Englands und damit auch London erfasst, sorgt Amber sich um Carlton und findet ihn tatsächlich von der Pest gezeichnet vor. Sie nimmt ihn mit in ihr Haus auf dem Land, wo sie ihn gesundpflegt. Als eines Tages Radcliffe erscheint und Carlton bedeutet, dass er Ambers Ehemann ist, verlässt Carlton Amber ein weiteres Mal ohne ein Abschiedswort. Amber muss an der Seite ihres ungeliebten Ehemannes ausharren. Während London von einem verheerenden Brand heimgesucht wird, versucht Karl II., Amber auf einem Ball in Whitehall zu verführen, wozu es aber nicht kommt. Auch das Anwesen Radcliffes gerät in Brand, wobei Radcliffe selbst zu Tode kommt. Bald darauf wird Amber die Geliebte des Königs.
Bruce Carlton hat inzwischen in Virginia die Tochter eines dortigen Landbesitzers geheiratet und besucht England zusammen mit seiner Frau Corinna, um Amber darum zu bitten, ihm den gemeinsamen Sohn zu überlassen, um dessen Erziehung er sich sorge. Das höfische Leben, dem das Kind ausgesetzt ist, hat Carlton immer verachtet. Amber, die ihren Sohn nicht hergeben will, spinnt eine Intrige. Sie lädt Corinna ein, mit ihr und dem König zu speisen. Dann richtet sie es so ein, dass der König und Corinna allein sind, und benachrichtigt Carlton in der Absicht, ihm vorzuführen, dass ihn seine Frau mit dem König betrügt. König Karl II. durchschaut ihr Spiel jedoch und ermöglicht Corinna, sich rechtzeitig zurückzuziehen, ohne dass ihre Tugend auch nur in Gefahr gewesen wäre. Als Bruce Amber erneut bittet, dem Kind die Chance zu geben, außerhalb des höfischen Zwanges aufzuwachsen, überlässt sie ihrem Sohn die Entscheidung. Dieser will mit dem Vater gehen. Aber auch die Zuneigung des Königs hat Amber verspielt. Er hat erkannt, dass sie nicht ihn, sondern nur Carlton liebt und er immer nur Mittel zum Zweck war.

## Produktion und Hintergrund
Die Filmaufnahmen begannen im späten Oktober 1946 und endeten am 11. März 1947. Einige Zusatzaufnahmen wurden am 30. März 1947 gedreht. Die Filmaufnahmen entstanden im Greystone Park & Mansion in Beverly Hills und in Monterey in Kalifornien in den USA sowie in den 20th Century Fox-Studios. Premiere hatte der Film in den USA am 22. Oktober 1947 in New York im Roxy Theatre. In der Bundesrepublik Deutschland kam Amber, die große Kurtisane am 26. Januar 1951 in die Kinos. In Österreich lief der Film ebenfalls 1951 an unter dem Titel Die große Kurtisane.
Der Film beginnt mit einer Voice-over-Erzählung: „Dies ist die tragische Geschichte von Amber St. Clair, die zum Sklaven ihres Ehrgeizes wurde, ihre Tugend opferte und ihr Schicksal darin sah, zu Reichtum und Macht zu kommen. Die Macht, die sie gewonnen hatte, verglühte jedoch wie Asche im Feuer.“ […] und endet damit, dass der „Lohn der Sünde, der Tod“ sei. Dann folgt ein Prolog über die historischen und geographischen Schauplätze und nach einer einleitenden Szene folgt später ein zweiter Prolog über den Schauplatz 16 Jahre später während der Herrschaft König Karls II. Auch der Schauspieler des Bruce Carlton, Cornel Wilde, kommt zu Wort, dessen Text eine Wiederholung des Dialogs aus einem früher im Film schon gefallenen Satz besteht: „Haben wir nicht genug Unglück verursacht? Möge Gott Erbarmen mit uns und unseren Sünden haben.“ Diese Sequenzen sind nur auf dem Originalfilm enthalten, nicht auf den Video-Veröffentlichungen.
Nach der Veröffentlichung von Kathleen Winsors Roman waren die Rechte von verschiedenen großen Studios und auch von nicht so bekannten heiß umworben. Für 200.000 US-Dollar erwarb Twentieth Century-Fox schließlich die Filmrechte. Winsor soll sowohl am Drehbuch mitgewirkt als auch als technische Beraterin fungiert haben, wofür es aber keine Nachweise gibt. Studio-Chef Darryl F. Zanuck hätte gern Rex Harrison als Bruce Carlton, Lee J. Cobb als Almsbury und Victor McLaglen als „Black Jack“ gehabt. Für die Rolle der Amber wurden Tallulah Bankhead und die englische Schauspielerin Peggy Cummins sowie weitere Kandidatinnen gecastet. Anfang März 1946 begannen die Dreharbeiten mit einem geschätzten Budget von 3.000.000 US-Dollar. Zu diesem Zeitpunkt war die Rolle der Amber mit Peggy Cummins, die des Lords Almsbury mit Vincent Price und die des Königs mit Reginald Gardiner besetzt. Regisseur war John M. Stahl. Nach vier Wochen stoppten die Dreharbeiten, da Cummins grippekrank war. Obwohl die Arbeiten innerhalb kurzer Zeit wieder aufgenommen werden sollten, kam es nicht dazu. Durch Terminüberschneidungen verließen einige Schauspieler die Produktion. Mitte Juni 1946 wurde vom Studio Otto Preminger als Ersatz für Stahl angekündigt, Richard Greene wurde nun als Lord Almsbury benannt. Für Cummins wurde der Name Gene Tierney in die Waagschale geworfen, Zanuck wiederum favorisierte Lana Turner. Ende Juli 1946 kündigte das Studio dann an, dass Linda Darnell die Rolle der Amber spielen werde. Die Los Angeles Times schrieb, dass Twentieth Century-Fox geschätzte 1.000.000 US-Dollar in das bereits aufgenommene Filmmaterial investiert habe und dies nun als Verlust abschreiben müsse. Zanuck wird mit der Bemerkung zitiert: Wenn es überhaupt ein Problem mit Peggy Cummins gegeben hätte, dann sei es ihr sehr junges Alter gewesen. Während der Dreharbeiten soll es zu weiteren kurzfristigen Unterbrechungen gekommen sein. Bei der Freigabe hatte der Film einige Probleme wegen der Szenen, die unerlaubten Sex und Ehebruch andeuteten, einzelne Sequenzen wurden daraufhin neu synchronisiert. Am 20. Juni 1947 erhielt Forever Amber dann das formale Gütesiegel.
In einigen Fällen wurde sogar versucht, Filmvorführungen zu unterbinden. Der Erzbischof von Philadelphia soll mit einem Boykott des Fox Theatre gedroht haben, wenn der Film nicht innerhalb von 48 Stunden zurückgezogen werden würde. Daraufhin wurde dem Film ein Voice-over-Prolog und Epilog hinzugefügt. Als man plante, bei Bruce Carltons Epilog über die Sünde Amber kurz zu zeigen und dann einen Schuss einzubauen, drohte Preminger vehement damit, sich von der gesamten Produktion zu trennen, wenn das gemacht werden würde. Zusätzlich wurden weitere Szenen, die Amber mit wechselnden Liebhabern zeigten, herausgenommen und Sequenzen eingebaut, die ihre Lebensweise verurteilten. Erst nach diesen Änderungen nahm die Legion of Decency den Film aus der Schwarzen Liste, beließ ihn aber immer noch in der Class B (anstößig).

### Historischer Bezug
König Karl I. (englisch Charles I. (1600–1649)) war von 1625 bis 1649 König von England, Schottland und Irland. Er stammte aus dem Haus Stuart. Seine Versuche, in England und Schottland eine gleichförmige Kirchenverfassung einzuführen und im Sinn des Absolutismus gegen das Parlament zu regieren, lösten den Englischen Bürgerkrieg
aus, der mit Karls Hinrichtung und der zeitweiligen Abschaffung der Monarchie endete.
König Karl II. (englisch Charles II. (1630–1685)), Sohn von König Karl I., war König von England, Schottland und Irland (durch die Monarchisten am 30. Januar 1649 ausgerufen; Thronbesteigung nach der Wiederherstellung der Königswürde am 29. Mai 1660). Die Wiederherstellung der Monarchie (Restauration) wurde zu einer der bedeutenden Epochen Englands und Karl II. gilt als letzter englischer König, der eine absolute Monarchie ins Leben rief und charismatisch über sein Land herrschte. Karl II. hatte zwar diverse Mätressen, die Figur der Amber St. Clair ist jedoch fiktiv.
Oliver Cromwell (1599–1658) war Lordprotektor von England, Schottland und Irland während der kurzen republikanischen Periode der britischen Geschichte. Ursprünglich ein einfacher Abgeordneter des englischen Unterhauses, stieg er im Bürgerkrieg des Parlaments gegen König Karl I. erst zum Organisator, dann zum entscheidenden Feldherrn des Parlamentsheeres auf. Mit der von ihm betriebenen Hinrichtung Karls endeten alle Versuche der Stuart-Könige, England in einen absolutistisch regierten Staat umzuwandeln. Allerdings scheiterten am Ende auch Cromwells Bestrebungen, England dauerhaft in eine Republik zu verwandeln.
Die Große Pest von London wütete dort tatsächlich in den Jahren 1665 und 1666 und forderte fast 100.000 Todesopfer, von denen ca. 70.000 aus der Stadt London direkt stammten, was damals etwa einem Fünftel der Stadtbevölkerung entsprach. Als „Große Pest“ wurde diese Epidemie bezeichnet, weil sie eine der letzten in Europa war. Der Große Brand von London brach am 2. September 1666 aus und dauerte bis zum 5. September 1666. Vier Fünftel des Stadtkerns von London, darunter überwiegend mittelalterliche Bauten, wurden zerstört und etwa 100.000 Einwohner obdachlos.

## Kritiken
Bereits kurz nach seiner Uraufführung wurde der Film von der katholischen Legion of Decency verurteilt. Kardinal Francis J. Spellman, Erzbischof von New York, nannte ihn „eine Verherrlichung der Unmoral und Zügellosigkeit“ und wies darauf hin, dass „Katholiken diese Produktion nicht mit gutem Gewissen sehen könnten.“ Auch in Providence, Indianapolis, Cincinnati und Boston sprachen sich Vertreter der katholischen Kirche ganz offiziell gegen den Film aus.
Variety war der Ansicht, dass Linda Darnell ihre Rolle ganz gut spiele. Sie beherrsche die unterschiedlichen Charakterzüge der Amber sehr gut. Ihre blonde Schönheit wirke auch in Technicolor und sie sei ebenso überzeugend in den Gefängnisszenen. Sowohl Cornel Wilde als auch Richard Haydn werden für ihre Darstellung gelobt und auch John Russell könne „als Wegelagerer“ überzeugen. Anne Revere wird bescheinigt, dass sie in der Rolle des „Oberhaupts einer Diebesbande ausreichend verabscheuungswürdig“ sei. Lobend erwähnt werden nach Jessica Tandy als Ambers Magd sowie George Sanders als König Karl II.
Bosley Crowther von der New York Times meinte, dass die Dame Amber St. Clair keine langen Einführungen benötige, da bereits das Buch hinreichend bekannt sei, auch wenn Amber im Buch nicht weniger als vier Mal verheiratet gewesen sei und drei oder vier zufällige Kinder und mehr Liebhaber, als eine „Rechenmaschine zählen könne“, gehabt habe. […] Crowther hebt besonders die Szenen hervor, in denen Amber sich um den von der Pest gezeichneten Bruce kümmert, und die im Gegensatz zu den Technicolor Szenen in ihrer brünierten Darbietung eine eigene Qualität hätten. […] Der Film dauere zwei Stunden und 20 Minuten und sei damit etwa eine Stunde zu lang angesichts in der Natur der Sache liegender Wiederholungen.
Das Lexikon des Internationalen Films kam zu dem Urteil, dass es sich um ein „historisierendes Bilderbuch [handele], das aufwendig ausgestattet und breit angelegt [sei].“

## Auszeichnungen
Auf der Oscarverleihung 1948 war David Raksin mit seiner Musik für den Film Amber, die große Kurtisane in der Kategorie „Beste Filmmusik in einem Drama“ für den Oscar nominiert, hatte jedoch gegenüber Miklós Rózsa mit seiner Musik für das Filmdrama Ein Doppelleben (A Double Life) das Nachsehen.